# 汪浏
汪浏（1902年—1979年），江苏常州人。字君亮。中华人民共和国化学家。

## 生平
1924年毕业于德国波恩大学化学系。1926年获该校化学博士。1927年回国后，历任北京大学化学系教授，军政部应用化学研究所所长，同济大学理学院院长兼化学系教授。中华人民共和国成立后，历任天津市工业局技术研究室主任，工业试验所一级工程师，天津师范学院化学系教授，中国化学化工学会天津分会理事兼秘书长。